# Czertanowo Moskwa
Futbolnyj Kłub „Czertanowo” Moskwa (ros. Футбольный Клуб «Чертаново» Москва) – rosyjski klub piłkarski z moskiewskiego rejonu o tej samej nazwie, seniorska drużyna Czertanowskiej Szkoły Piłkarskiej.

## Historia
Klub został założony w 1993 roku. W latach 1994–1997 drużyna występowała w Trzeciej Lidze PFL (wówczas 4. poziom), po czym straciła status profesjonalnego klubu. Od początku w Czertanowie stawiano promowanie młodych zawodników, zwłaszcza własnych wychowanków.
Do profesjonalnych rozgrywek Czertanowo wróciło w sezonie 2014/15, startując w Drugiej Dywizji, w grupie zachodniej (3. poziom).
W 2018 Czertanowo zostało najmłodszą pod względem wieku zawodników drużyną, która awansowała do Pierwszej Dywizji, do tego składającą się wyłącznie z wychowanków.